# Arcade Assogba
Pour les articles homonymes, voir Assogba.
Arcade Assogba est un cinéaste béninois qui apporte une contribution au cinéma béninois en animant divers ateliers sur la communication numérique. Il est également réalisateur de courts-métrages.

## Biographie

### Formation
De 2006 à 2009, Arcade Assogba étudie le cinéma à l'Institut cinématographique de Ouidah (ICO). Il obtient également une maîtrise en sciences humaines et sociales de l'université Panthéon-Sorbonne avant d'avoir sa maîtrise en droit de l'université d'Abomey-Calavi au Bénin.

### Carrière professionnelle
Il commence sa carrière au cinéma en tant que premier assistant réalisateur sur plusieurs longs métrages tournés au Bénin. Il collabore avec des réalisateurs internationaux de renom tels que Sylvestre Amoussou, Jean Odoutan, Pablo César, Heidi Specogna et Pascale Obolo dans plusieurs films documentaires. En 2018, il fait ses débuts en tant que réalisateur avec le documentaire Crossing avant de réaliser la même année le court métrage ZanKlan. En 2019, le film remporte le 2e prix du festival international de films Rebiap, Bénin.

## Filmographie
| Année | Film                                           | Rôle joué                           | Genre        | Durée       | Réf.  |
| ----- | ---------------------------------------------- | ----------------------------------- | ------------ | ----------- | ----- |
| 2004  | Braves de la route des esclaves                | Directeur                           | Fiction      | 6 min       | [ 2 ] |
| 2006  | La Bague Magique                               | Assistant réalisateur               | Fiction      | 23 min 40 s | [ 3 ] |
| 2010  | Pim-Pim Tché                                   | Deuxième assistant réalisateur      | Fiction      | 86 min      |       |
| 2010  | Das Schiff des Torjägers                       | Chef de secteur                     | Documentaire | 94 min      |       |
| 2011  | Un pas en avant - Les dessous de la corruption | Deuxième assistant réalisateur      | Fiction      | 105 min     | [ 4 ] |
| 2011  | Calypso Rose, la lionnesse de la jungle        | Assistant réalisateur               | Documentaire | 85 min      | [ 3 ] |
| 2018  | La Traversée…                                  | Réalisateur, écrivain               | Documentaire | 11 min 28 s | [ 5 ] |
| 2018  | ZanKlan                                        | Réalisateur, scénariste, producteur | Fiction      | 9 min       |       |
| 2019  | Un arbre vivant signifie une planète vivante   | Directeur                           | Documentaire |             |       |
| 2019  | Un mundo prohibido                             | Post-production                     | Fiction      |             | [ 3 ] |